# Blastobasis fractilinea
Blastobasis fractilinea é uma espécie de mariposa do gênero Blastobasis pertencente à família Coleophoridae.